# 阿达乌费
阿达乌费是葡萄牙布拉加区的一个堂区。总面积10.16平方公里，总人口3959人，人口密度389.7人/平方公里。